# Никольский собор (Душанбе)
Свято-Никольский собор — кафедральный собор Душанбинской и Таджикистанской епархии Русской православной церкви. Расположен в Душанбе по адресу: Проспект Дружбы народов, 58.
Главный престол освящён в честь Святителя Николая, правый престол — в честь праведного Иоанна Русского, исповедника, левый — в честь иконы Божией Матери «Живоносный источник».

## История
Основание собора совершено в конце 1943 года и стало возможно в силу определённого смягчения, произошедшего в СССР по отношению к Патриаршей Церкви в том году.
Трудные времена для православных в Таджикистане настали после распада СССР, когда бедность и гражданская война вынуждали большое количество православных семьями покидать страну.
Весной 2005 года в Свято-Никольском соборе началась капитальная реконструкция всего здания (первая за годы его существования), которая продолжалась до 2011 года. Была перекрыта заново крыша, установлены новые золочёные купола, настелены полы, установлены новые окна, перестроен алтарь главного храма, проведена отделка внутренних помещений. У фасада собора возведена также колокольня, произведена перепланировка паркой территории, в которой установлены беседки и скамьи, проложены новые дорожки.
Собора украсился скульптурными изображениями Богородицы и Спасителя. На месте капитальных стен, разделявших три придела, сооружены изящные арочные проемы, объединившие площадь храма в одно помещение. В главном нефе появился мраморный иконостас, образующий три аркады, заполненные белоснежной резьбой по ганчу.
Помимо писаных икон, появились мозаичные, изготовленные из природных полудрагоценных камней, размещённые на иконостасе главного нефа: образы Христа, Богородицы, Архангелов Михаила и Гавриила, апостола Петра и Святителя Николая. Из мозаики выполнено лазуритовое обрамление храмовых икон Святителя Николая и Распятия Христа. Из мозаики выполнено лазуритовое обрамление храмовых икон Святителя Николая и Распятия Христа. Задняя стена алтаря главного нефа украшена мозаичным панно «Тайная вечеря».
Сооружён новый клирос. Новый иконостас также установлен и в приделе Иоанна Русского. Деревянные иконостасы, установленные в обоих приделах, изготовил мастер резьбы по дереву Алишер Бободжанов, обучавшийся этому искусству краснодеревщиков Бухары. Его руками также сделаны престол в Богородичном приделе и два киота главного нефа: для иконы Ксении Петербуржской и Трех святителей.

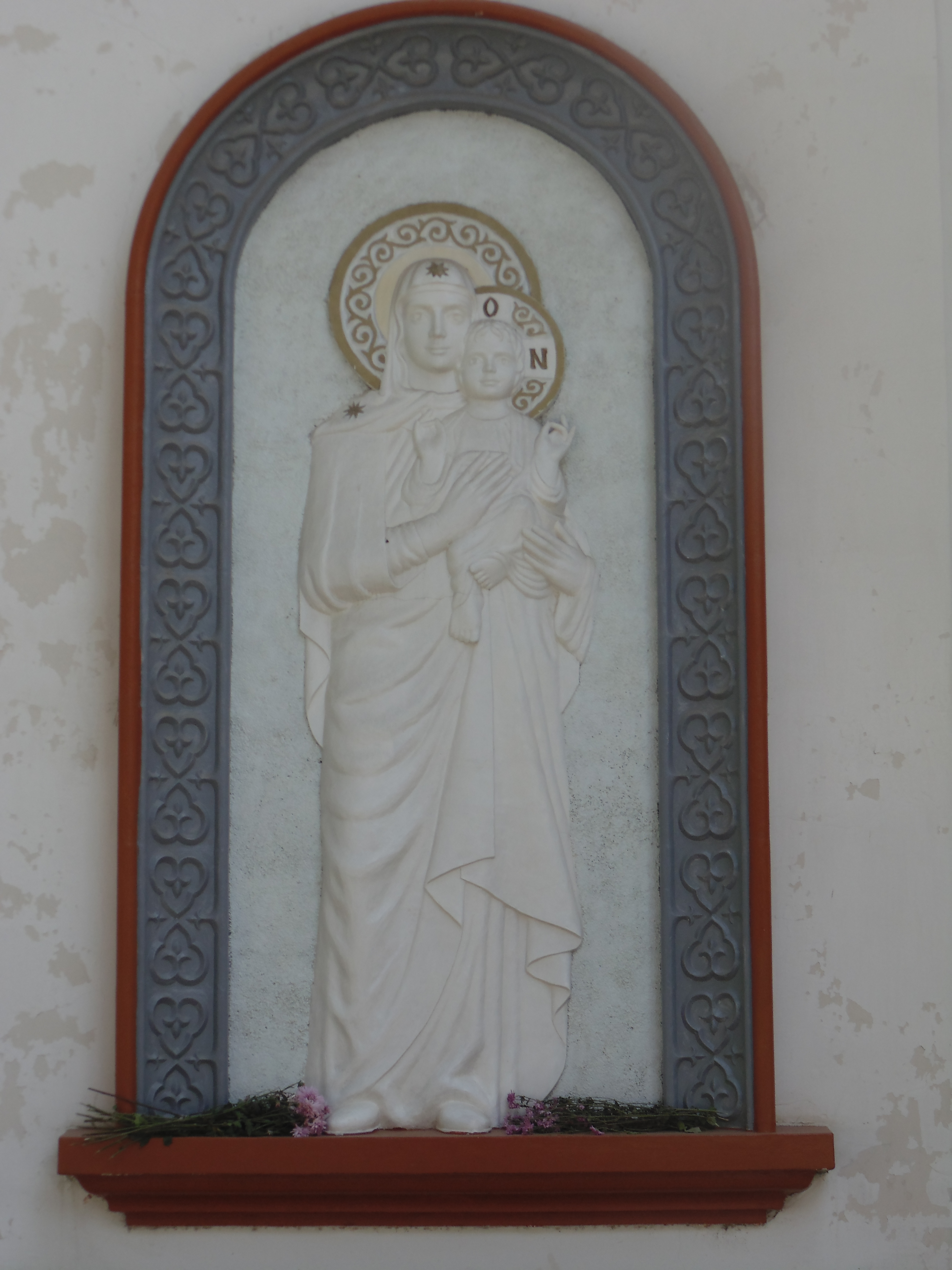
Барельеф, Дева Мария с младенцем на стене собора.
Свято-Никольский собор
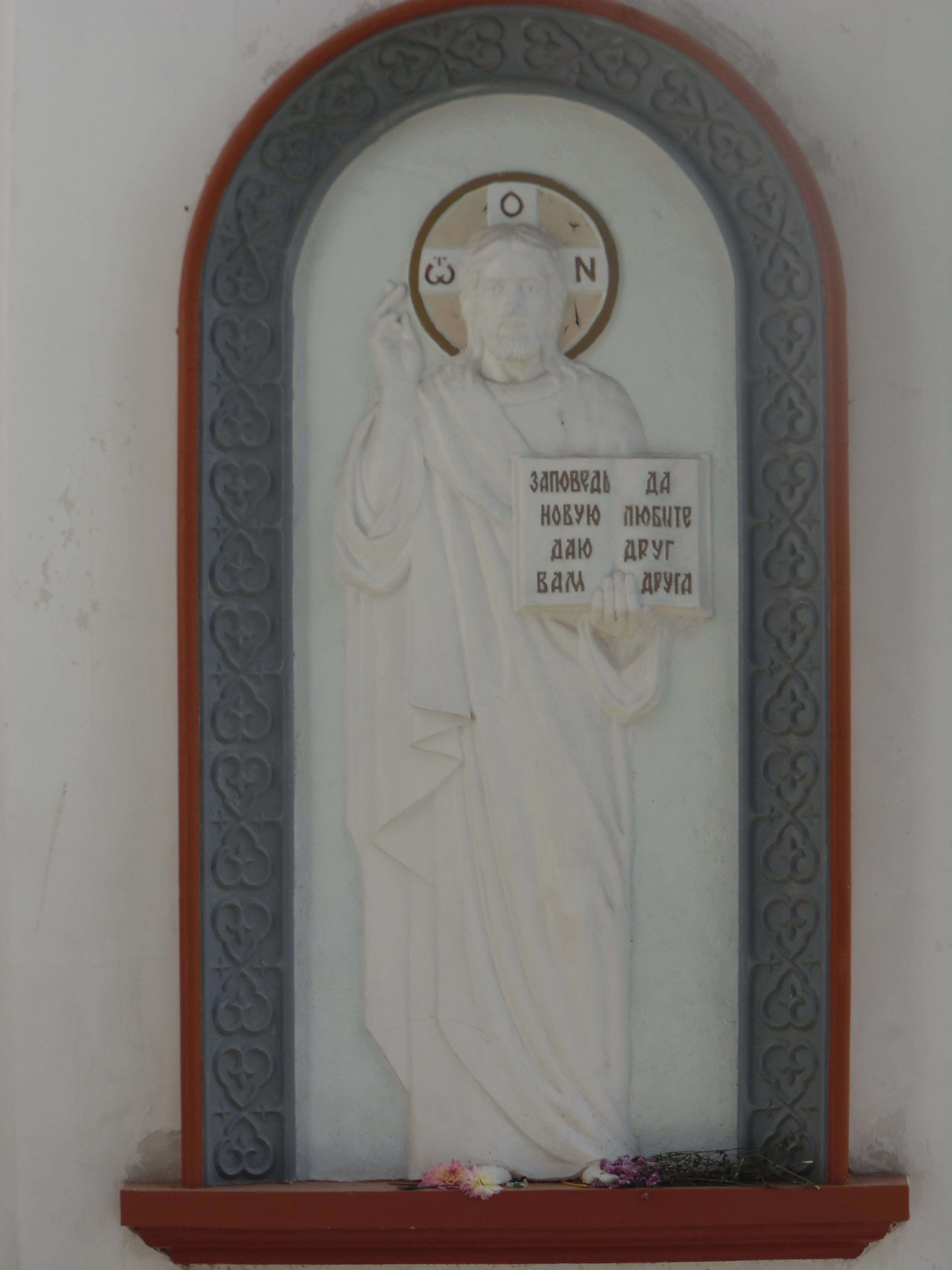
Барельеф Иисуса Христа на стене собора.

## Кладбище
Рядом с собором расположено Центральное городское кладбище, которое в народе называют «русским кладбищем». Действует с 1937 года. Его территория составляет 160 гектаров земли. На этом кладбище захоронены люди различных национальностей: русские, евреи, армяне, таджики, узбеки и многие другие. От входа, в первых рядах кладбища похоронены знаменитые деятели республики: министры, академики, поэты.